# Cystostemon kissenioides
Cystostemon kissenioides är en strävbladig växtart som först beskrevs av Defl., och fick sitt nu gällande namn av A. G. Miller och H. Riedl. Cystostemon kissenioides ingår i släktet Cystostemon, och familjen strävbladiga växter. Inga underarter finns listade i Catalogue of Life.